# Двострука обмана
Двострука обмана (енгл. Double Indemnity) је амерички филм ноар из 1944. који је режирао Били Вајлдер. Сценаристи филма су Вајлдер и Рејмонд Чандлер, а продуценти су Бади Десилва и Џозеф Систром. Сценарио се заснива на истоименом роману Џејмса М. Кејна из 1943. који се оригинално појављивао као осмоделни серијал у магазину Liberty.
У филму Фред Макмари глуми продавца осигурања, Барбара Стенвик провокативну домаћицу која жели да убије свог мужа, а Едвард Џи Робинсон глуми аџастера чији је посао да открије нелегалне покушаје узимања осигурања. Термин „дупла одштета” односи се на клаузулу појединих полиса животног осигурања која удвостручава исплату у ретким случајевима изненадне смрти, на пример, у току вожње возом.
Филм је по приказивању хваљен од стране многих критичара и номинован за седам Оскара али није освојио ниједан. Нашироко сматран класиком, често се цитира као парадигма филм ноара и као стандард за све будуће филмове у том жанру. Конгресна библиотека је 1992. прогласила овај филм „културно, историјски, или естетски значајним”. Двострука обмана је одабран за очување у Националном регистру филмова. Године 1998. је рангиран као 38. на листи 100 најбољих америчких филмова свих времена од стране Америчког филмског института, а 2007. је стављен на 29. место на десетогодишњицу претходне листе.

## Радња
Рањен од метка, агент за осигурање Волтер Неф долази до своје канцеларије у Лос Анђелесу. Он почиње да снима признање на диктафону за управника одсека за потраживања, Бартона Киза.
Годину дана раније, Неф флертује са Филис Дитриксон током посете њеној кући ради склапања уговора о осигурању аутомобила њеног мужа. Филис пита да ли може да узме полису животног осигурања на име господина Дитриксона без његовог знања; схватајући да размишља о убиству, Неф одбија да учествује у томе, али га она фасцинира. Касније, Филис посећује његов стан, где он смишља план како да натера Дитриксона да потпише полису не схватајући шта потписује, да га убију и наместе да убиство изгледа као несрећан случај, како би се активирала клаузула о двострукој одштети.
Неф наводи Дитриксона да потпише полису тако што му каже да је у питању копија обнове аутомобилског осигурања. Дитриксон неочекивано ломи ногу пре него што убиство може да се изведе, што одлаже њихов план. Неф се сакрива на задње седиште Филисиног аутомобила док она вози Дитриксона до железничке станице. Неф му ломи врат и оставља тело у ауту са Филис, док он улази у воз претварајући се да је повређени Дитриксон. Он скаче са воза на унапред договореном месту, где му Филис помаже да поставе тело на шине.
Нефов шеф верује да је реч о самоубиству. Киз одбацује ту идеју као статистички мало вероватну, али му је сумњиво што Дитриксон није поднео захтев за надокнаду након што је сломио ногу. Он почиње да сумња да су Филис и њен саучесник убили Дитриксона. На основу тога што Дитриксон није био упознат с полисом јер није поднео захтев, осигуравајућа кућа одбија да исплати новац. У међувремену, Филисина пасторка Лола се зближава с Нефом. Она му каже да је видела Филис како испробава црнину неколико дана пре Дитриксонове смрти и да сумња да је и њену мајку убила како би се удала за Дитриксона. Сада се плаши да је Филис планира да убије и њу.
Киз проналази сведока који тврди да човек ког је видео у возу није био Дитриксон. Неф упозорава Филис да ће евентуално покретање судског процеса поводом осигурања ризиковати да открије убиство, и инсистира да се не виђају док истрага не буде завршена. Сазнаје да је Нино, бивши Лолин дечко, посећивао Филис сваке ноћи од убиства, и да Киз сумња да је он био њен саучесник. Страхујући за Лолин живот, Неф одлази да се суочи с Филис.
Неф каже Филис да сумња како је њен план био да изманипулише Нина да убије Лолу, и прети јој убиством. Филис пуца у Нефа, али кад јој се он приближи и изазове је да опет пуца, она то не учини. Каже да га није волела „све до пре минут, кад нисам могла да испалим и други метак”. Док се грле, Неф пуца у њу два пута њеним пиштољем. Када изађе, он види Нина како иде ка кући. Неф га убеђује да позове Лолу и помири се с њом.
Неф завршава снимање признања и подиже поглед, видевши Кајса како га посматра. Каже му да планира да побегне у Мексико и излази из канцеларије, али се руши на прагу. Киз зове хитну помоћ и полицију, и њих двојица их чекају да стигну.

## Улоге
- Фред Макмари као Волтер Неф
- Барбара Стенвик као Филис Дитриксон
- Едвард Џи Робинсон као Бартон Киз
- Портер Хол као Џексон
- Џин Хедер као Лола Дитриксон
- Том Пауерс као Дитриксон
- Бајрон Бар као Нино Закети
- Ричард Гејнс као Едвард С. Нортон Млађи
- Фортунио Бонанова као Сем Гарлопис, возач камиона
- Џон Филибер као Џо Питерс, лифтбој
- Рејмонд Чандлер као човек који чита књигу
- Бес Флауерс као Нортонова секретарица
- Бети Фарингтон као Нети, Дитрисонова собарица
- Тила Лоринг као телефонски оператор

## Пријем
Филм Двострука обмана је први пут приказан у Китовом биоскопу у Балтимору 3. јула 1944. Филм је приказан широм Америке 6. јула 1944, и одмах је постао хит међу публиком, упркос кампањи певачице Кејт Смит која је молила људе да не гледају филм због неморала. Како се Џејмс М. Кејн присећа: „Било је мало невоље због оне дебеле девојке, Кејт Смит, која је водила пропаганду тражећи од људи да се клоне филма. Њена реклама је вероватно додала милион долара на бруто зараде филма.”